# Lethe sadona
Lethe sadona är en fjärilsart som beskrevs av Evans 1932. Lethe sadona ingår i släktet Lethe och familjen praktfjärilar. Inga underarter finns listade i Catalogue of Life.